# Edificio Telefónica

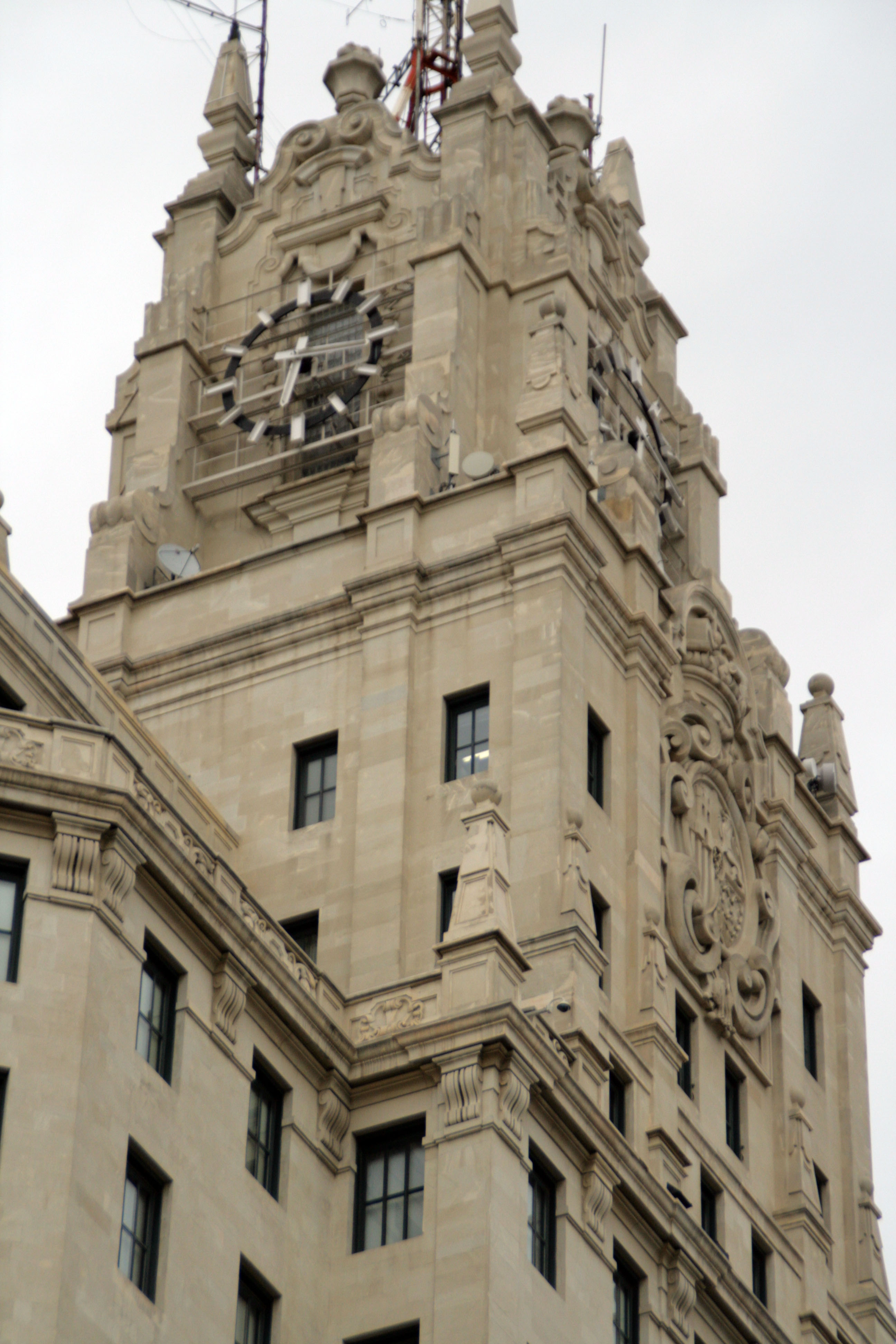
En los años veinte los rascacielos se pensaban con toques neobarrocos que imitaban a las catedrales.

El Edificio Telefónica es una edificación de gran altura ubicada en la calle Gran Vía de Madrid (n.o 28). Fue construido como la sede de la que era Compañía Telefónica Nacional de España (CTNE) operativa desde el comienzo del siglo XX. El edificio fue diseñado y construido por el arquitecto Ignacio de Cárdenas Pastor (perteneciente a la generación del 25) entre los años 1926 y 1929, y fue uno de los primeros rascacielos erigido en Europa (segundo erigido en España tras el Edificio del Banco Pastor en La Coruña), además del rascacielos más alto de Madrid desde esa fecha hasta 1953, en que el Edificio España de los hermanos Otamendi, a escasos 500 metros, en la plaza de España, le arrebató el puesto. Otros estudios muestran, sin embargo, que fue el primero por unos meses. El edificio fue diseñado en su época como: "un edificio que halagase al posible comprador de acciones", como sede de oficinas y ubicación de la central automática de telefonía con capacidad inicial para 40.000 líneas de abonados. En la actualidad, el edificio sirve de sede social de la compañía Telefónica de España S.A.U. (servicios de telefonía fija bajo la marca Movistar), Tuenti y de la Fundación Telefónica.
Uno de los avances que trajo en el campo de las tecnologías de comunicación durante los años veinte fue la incorporación en Madrid de la denominada telefonía automática, es decir la implementación de la tecnología capaz de poner en contacto automáticamente a dos abonados cualesquiera. El edificio al nacer como una central telefónica, albergaba tanto los equipos industriales de la red de telecomunicaciones, como las oficinas, y los vestíbulos de cara al público con el objeto de mostrar la riqueza de la empresa propietaria y ofrecer un atractivo a los futuros inversores. La elevada altura del edificio estaba obligada por las características de los equipos de conmutación automática instalados en sus primeras plantas (los Rotary 7-A). Es por esta razón, que alegando el edificio como "monumental y artístico, así como contenedor de un servicio público cuyo beneficiario es el estado" logrando el permiso del Ayuntamiento para ser edificado en una avenida en la que la altura máxima de treinta y cinco metros se encontraba muy por debajo de los ochenta requeridos.

## Historia
A pesar de la existencia de diversas compañías de teléfonos a comienzos del siglo, cuyo ámbito de operaciones era puramente urbano, no se aborda la unificación de las mismas hasta 1924. La telefonía automática comienza en España mediante un contrato firmado en agosto de 1924 entre el estado y la compañía norteamericana International Telephone and Telegraph (IT&T) que previamente había adquirido la Compañía Peninsular de Teléfonos. En España existían en 1924 casi 80.000 abonados y en Madrid el número alcanzaba los 12.680. Mediante este contrato se concedía a esta empresa «la organización, reforma y ampliación del servicio telefónico español». De esta forma la telefonía en España entra en un régimen de monopolio bajo el control de la Compañía Telefónica Nacional de España, que al ser una filial, tenía los puestos claves controlados por ingenieros de IT&T. La incorporación de la telefonía fue lenta pero existía una infraestructura a finales del siglo XIX. Desde el año 1885 que se estableció la red telefónica en Madrid, fue creciendo progresivamente su demanda.

### Entorno tecnológico en los años veinte
Con el objeto de mejorar la comunicación postal, telegráfica y telefónica se construyó anteriormente en la calle de Alcalá en 1908 el Palacio de Comunicaciones por Antonio Palacios. En este edificio se dedicaba un espacio del Hall Principal a la telefonía mediante el establecimiento de ocho locutorios. La demanda de este nuevo medio de comunicación fue superando las previsiones iniciales. Lo que generó la necesidad de dedicarle un nuevo edificio con dedicación exclusiva a este, a comienzos de los años veinte: "prometedor" medio de comunicación. La Compañía Telefonía Nacional de España había adquirido diversos locales en la ciudad con el objeto de colocar sus estaciones de comunicación. Llegando incluso a arrendar a comienzos del siglo XX el solar número 5 de la avenida del conde de Peñalver, es decir el primer tramo de la Gran Vía. Se eligió para esta nueva central un sitio céntrico (cercano a la Puerta del Sol) y en medio de la nueva Gran Vía que daba aspecto de metrópoli moderna a Madrid. No era el primer rascacielos construido en Europa, por existir otros casos, pero si el primero edificado en España. No obstante existen estudios que mencionan lo contrario. Sin embargo el primer rascacielos de España sería el Edificio del Banco Pastor en La Coruña finalizado en 1922, que seguía la Escuela de Chicago.
Con esta nueva sede la Compañía Telefónica Nacional de España iniciaba su expansión en la capital. Anteriormente la Compañía había realizado obras en la ciudad con el objeto de abrir zanjas para las canalizaciones subterráneas, de esta forma eliminaba parte de la red aérea que iba creciendo hasta el punto de saturar con torres metálicas algunas calles.
El teléfono surge en la capital inicialmente como competencia directa de la telegrafía eléctrica. La telegrafía era un medio de comunicación de largas distancias muy popular a finales del siglo XIX, y por lo tanto era un medio aceptado en el caso de transmisión interurbana. A medida que las ciudades se iban haciendo más grandes, y densas de población, el teléfono se convirtió en un medio de comunicación puramente más urbano, en detrimento de la telegrafía. Esto ocurría, en parte a que a comienzos del siglo XX, la infraestructura del telégrafo no cubría las distancias urbanas, mientras que la del teléfono si. Una de las primeras concesionarias del servicio de telefonía en la capital era la Compañía Madrileña de Teléfonos que comenzó sus servicios en 1900. Tenía su sede inicialmente en la calle Mayor, aunque en 1910 realizaba operaciones desde un edificio de la Puerta del Sol con capacidad de atención de 5600 líneas. La limitación técnicas del par de cables que une la central con el abonado es que se necesita una distancia máxima de cinco kilómetros entre ambos. Esta limitación supone distribuir diversas centrales a lo largo del tejido urbano. En 1916 la central ubicada en el nuevo barrio de Salamanca añadía 3600 líneas, y un año después la nueva central de Jordán extiende el servicio a otros 3.400 usuarios. La red de telefonía se enfrentaba a dos problemas a comienzos del siglo XX. Por un lado la proliferación de redes aéreas hacía que el panorama urbano se viera repleto de torres metálicas que estorbaban en muchos casos al creciente tráfico rodado de la ciudad. Por otro lado la creciente demanda de abonados hacía incómoda la operativa de comunicación interurbana, que en aquellos tiempos era fundamentalmente manual y dependiente de una operadora. A partir de un umbral de tráfico telefónico las operadoras humanas ofrecen un mayor coste que los equipos, a pesar de que sus salarios fueron constantemente reducidos. La solución a ambos problemas requería que se abandonara parte la infraestructura existente y se hiciera otra nueva "ab initio".
Dando solución a algunos de estos problemas en 1925 se comienza a soterrar parte de la red aérea, esto hizo que se abrieran zanjas por el barrio de Chamberí, Salamanca y casco histórico cercano a la Puerta del Sol. Esta actividad fue llevada a cabo por varios centenares de obreros, y se abrieron en total casi cuarenta kilómetros de zanjas sobre algunas de las calles principales de Madrid. Se mantuvo un acuerdo con el Canal de Isabel II con el objeto de agrupar servicios en los conductos que la empresa de canalización de aguas llevaba aprovechando desde hacía ya varias décadas. De esta forma se minimizó el impacto urbano que suponía tener varias calles bloqueadas temporalmente y con el tráfico viario retenido durante un plazo de tiempo estimado de medio año. En algunos casos las cajas de distribución, en lugar de ser soterradas, se grapaban a las fachadas de los edificios. Simultáneamente se abordó la solución de la instalación de los edificios que contenían los conmutadores automáticos en substitución de los operadores humanos (trabajo que generalmente realizaban mujeres). En la central, ya existente, de la calle Jordán. se comenzó a emplear la nueva tecnología de conmutación automática. Posteriormente la de la calle Mayor y una nueva construida en la calle Fuencarral. Mientras tanto se edificaba, en la nueva Gran Vía, una gran central automática que daría servicio al centro de Madrid así como a las llamadas interurbanas. La compañía adquiere el local los "Grandes Almacenes Victoria" que pensaba construir unos grandes almacenes en el solar.

### Gestación del Proyecto
Ignacio de Cárdenas finalizó en 1924 sus estudios de arquitectura en Madrid y fue contratado de inmediato por la CTNE Nada más ingresar en el Departamento de Edificios se le asignó el diseño de este importante edificio para la Compañía que se ubicaría en la nueva Gran Vía madrileña. Cárdenas tuvo además implicación en el diseño de otros edificios similares en algunas capitales españolas: Valencia, Pamplona, León o Zaragoza. Su director de departamento de Edificación era el estadounidense Aldrich Durant que pertenecía a la ITT Corporation, la misión de Durant era la de crear equipos de trabajo en diferentes sucursales de la Compañía a lo largo de Europa. En 1927, finalizado su trabajo, Durant se desplaza a otros países y es relevado por el propio Cárdenas. Uno de los iniciales promotores del proyecto telefónico fue el duque de Alba, que por entonces era presidente del Consejo de Administración de Standard Eléctrica (compañía filial, también, de I.T.T.).
El duque de Alba se pone en contacto con el arquitecto Juan Moya, y éste pone como condición que Cárdenas esté en el equipo del anteproyecto. La Compañía había propuesto inicialmente que fuera un edificio español, es por esta razón por la que se inclinaron inicialmente por el barroco español. La idea de un rascacielos barroco entusiasmaba a Juan Moya, mientras que a Cárdenas era más partidario de la arquitectura moderna que empezaba a abrirse paso en España y a la que él se refirió como cubismo en sus memorias manuscritas. Ante los continuos cambios reduccionistas, y la eliminación sucesiva de los detalles barrocos de los diseños de ventanas y puertas, de los que Juan Moya era tan partidario. Surgen desavenencias con el Departamento de Edificación, finalmente dimite Juan Moya, quedando a cargo del anteproyecto Cárdenas. Finaliza de esta forma la pretensión inicial de elaborar un edificio inspirado completamente en el barroco madrileño de comienzos del siglo XVII. Finalmente queda la portada principal elaborada con estilo neobarroco que se eleva por encima de los tres primeros pisos. Este estilo de portada es finalmente la inspiración que reciben los Otamendi al diseñar el Edificio España. Para construirlo tuvo que hacerse una excepción en la normativa del Ayuntamiento respecto de la altura máxima permitida, que era de treinta y cinco metros. Otras "no conformidades" fueron indicadas por el arquitecto municipal José Salaberry e incidían en que la superficie destinada a patios era también inferior a lo establecido en las ordenanzas municipales. La compañía telefónica alegó a todo ello que: "El edificio proyectado tiene carácter monumental y artístico, y ha de contribuir por ello al embellecimiento de la capital". Recurriendo primero ante el Ayuntamiento, y luego ante el propio ministro de Gobernación. Llegando a obtener la aprobación municipal para su edificación en el año 1924. El Ayuntamiento de Madrid había concedido autorizaciones similares al Palacio de la Prensa y al Círculo de Bellas Artes. La situación se repitió con las mismas circunstancias en 1921, en Estados Unidos. Donde la New York Telephone Company (filial local de AT&T) contrata al joven e inexperto arquitecto Ralph Thomas Walker que colabora en el estudio McKenzie, Voorhees & Gmelin. El encargo es la construcción de un edificio que aloje en el Bajo Manhattan a seis mil empleados dispersos en diecisiete sedes, los sistemas de conmutación automática y los servicios de atención al público. El edificio será el edificio Verizon (denominado también Edificio Barclay-Vesey). Este edificio estadounidense de Manhattan será el modelo canónico de las centrales telefónicas de los años veinte y treinta.
|                                                                  |
| Edificio "Palacio de comunicaciones" de Bucarest de Saanen Algi. |

|                                                            |
| Edificio Barclay-Vesey del arquitecto Ralph Thomas Walker. |

Cárdenas viaja a Estados Unidos por requerimiento de la Compañía. Allí vive en Nueva York y trabaja a las órdenes de Louis S. Weeks, experto en el diseño de edificios de telefonía. En boca de vicepresidente de la I.T.T. Corporation, Hermand Behn, en el diseño se imponía la idea de: "ser un edificio que halagase al posible comprador de acciones". Era por esta razón por la que las fachadas debían mostrar un clásico estilo español y siguiendo la corriente historicista aconseja poner diversas señas identificativas a lo largo de la fachada, indicando una similitud con la Casa de las Conchas de Salamanca. Este consejo no fue seguido por Cárdenas meses después cuando regresa a su despacho de Madrid. Louis S. Weeks trabajaba en las filiales de ITT, colaborando con Cárdenas y con Van Saanen Algi en la filial de Bucarest. Weeks actuaba como un ejecutivo de alto nivel, vigilaba la entrega en los plazos impuestos por la compañía, dejando los detalles técnicos a los subordinados: Cárdenas (Madrid) y Van Saanen (Bucarest). La visita de Cárdenas a la IT&T se produce cuando el edificio de Barclay-Vesey de Manhattan estaba en proceso constructivo.
Tras su estancia de "toma de contacto" en Norteamérica, al regresar a Madrid abre un estudio y se vale de la ayuda de arquitectos jóvenes y compañeros de Facultad:  José María de la Vega Samper, José María Arrillaga de la Vega, Ramón Aníbal Álvarez, Santiago de la Mora, Durán de Cotes y Feduchi. En el diseño del edificio tanto en el interior como en el exterior colaboraron también artistas como el escultor Rafael Vela del Castillo, y el pintor Hipólito Hidalgo de Caviedes (autor de los dibujos de la Sala de Conferencias). Entre todos elaboraron cientos de bocetos, así como un modelo a escala, diseño que no pareció agradar a Weeks en Nueva York por no seguir algunas de sus indicaciones iniciales. El diseño del edificio, tal y como se conoce en la actualidad, estaba dispuesto en agosto de 1926. Los detalles de cantería estaban definidos en 1927. En 1928 se había definido los detalles del vestíbulo. Durante este periodo el edificio se encontraba en fase de edificación.

### Edificación

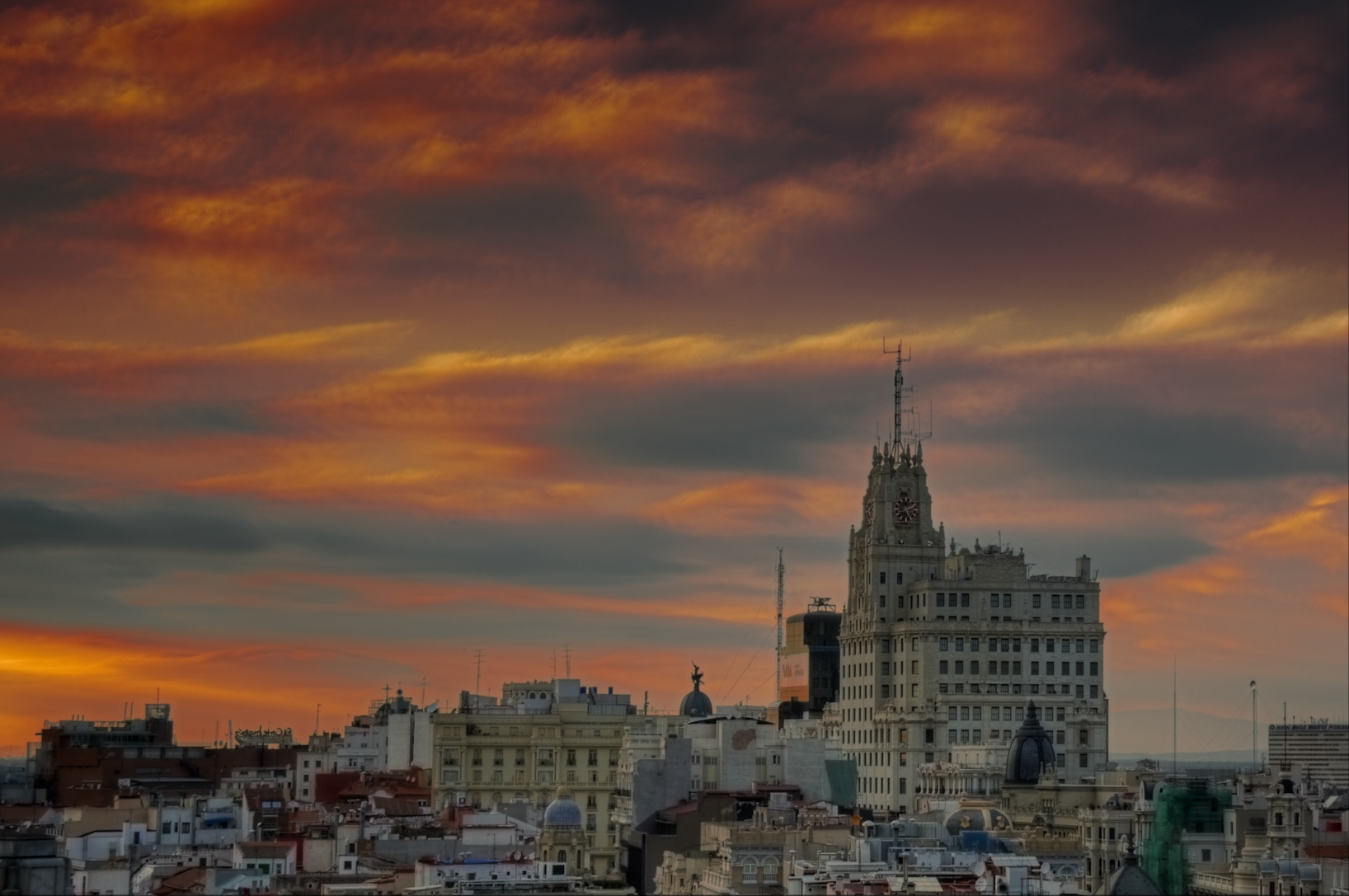
Visión del edificio en el panorama urbano de Madrid.

Contrario a lo que es habitual, no hubo acto protocolario de comienzo de la edificación. A pesar de ello la compañía mantiene que fue iniciado el 12 de octubre de 1926 y se necesitaron poco menos de tres años en completarlo. Las primeras operaciones de vaciado de miles de metros cúbicos de tierra se hicieron durante todo el invierno de 1926. Para la cimentación de las zapatas se hicieron pozos, para ser rellenos de cemento, algunos de ellos como los que daban a la calle Fuencarral tenían profundidad de veinte metros y quedaban por cotas debajo de las galerías de la  línea 1 del metro. Se contrató a la moderna compañía Altos Hornos de Vizcaya (en colaboración con la madrileña Sociedad Comercial de Hierros) la realización de las vigas de acero laminado que conformarían el esqueleto metálico de su interior. Más de 3.000 toneladas. Durante los primeros trabajos se procedió por sistemas técnicos habituales, en octubre de 1927 se incorporaron dos grúas que aceleraron el proceso constructivo. La acera de la Gran Vía de la edificación se despejó al tráfico peatonal durante estos años, y se colocó un puente de contratación (era de madera y enlazaba la Avenida Pi y Margall con las calles de Fuencarral y Valverde), que hizo las veces de cinturón de seguridad en la acera.
El resultado de diseño del edificio en esta fecha se desglosa en numerosos dibujos (más de un centenar), en ellos se desglosa la distribución de las piezas de cantería, los servicios del interior, el esqueleto y armazón, etc. Todos están firmados por Cárdenas, lo que revela la autoría del edificio. Muchos, sobre todo aquellos referentes al armazón interior fueron vigilados con atención por la ITT de Nueva York. Muchos de los cambios y revisiones se realizaban durante la fase constructiva del edificio. Lo que indica la complejidad del proyecto. Todo hace ver que es una inmensa mole de acero recubierta de piedras. Se emplearon tecnologías y grúas de un tamaño hasta entonces nunca visto en la ciudad, consiguiéndose levantar un esqueleto metálico en un tiempo muy breve. El juego de vallas publicitarias instalado al pie de la construcción se hizo tan popular que estimuló la idea de dedicar la planta baja como escaparate de la compañía.
Algunos de los servicios del interior se contrataron a firmas extrajeras como la calefacción e inodoros, proyectadas por la firma norteamericana de Clark MacMullen and Riley. Debe pensarse que la altura planteada del edificio era novedosa, con lo que los servicios que requerían presión hidrostática eran desconocidos. El depósito de agua ubicado en el edificio era autónomo, debido en parte a que las instalaciones del Canal de Isabel II no era capaz de generar presión en las partes más altas del edificio. Fueron contratados en el extranjero la colocación de los ascensores y el montacargas. Para el corte de la piedra se instaló un taller atendido por varias decenas de operarios especializados, se encontraba ubicado entre el Paseo de los Ochos Hilos (en la actualidad calle de Toledo) y el Paseo Imperial. A este taller llegaba la piedra transportada en ferrocarril desde Alicante (piedra caliza), Segovia (granito). En marzo de 1929 se retiraba el inmenso andamiaje que rodeaba al edificio. Al principio, ITT favoreció la denominación del edificio como "Palacio de la Compañía Telefónica", traducción directa de la expresión Telephone Palace que se usaba en Estados Unidos para las grandes sedes telefónicas del Bell System. Finalmente se impuso la denominación popular "la Telefónica".
Contrario a los usos habituales el edificio nunca tuvo una inauguración oficial, sin embargo se produjeron inauguraciones oficiales parciales de determinados servicios abiertos en su interior. Algunos de ellos celebrados incluso antes de que el edificio fuese totalmente acabado. Si bien algunas de las inauguraciones fueron notables con gran eco en la prensa, como la que realizó en octubre y noviembre de 1928 el rey Alfonso XIII inaugurando el servicio telefónico entre Madrid y Norteamérica, así como entre Madrid y Cuba respectivamente. En esta ocasión mantuvieron una conversación telefónica Alfonso XIII y el presidente Calvin Coolidge en actitud de mejora de las relaciones diplomáticas. Y en la segunda el rey con el presidente de la República de Cuba, el general Gerardo Machado.

### Puesta en funcionamiento y Guerra Civil
Siendo el director de la compañía Esteban Terradas, el 14 de julio de 1929 se ponía en funcionamiento la denominada en sus comienzos: central de Gran Vía, con sus nuevos equipos Rotary 7-A. Los remates del edificio todavía no se habían finalizado a comienzos de 1930 y en la fachada se estaban colocando poco a poco detalles decorativos de piedra tallada. En el interior del edificio se encontraban alojados ya cerca de 1800 trabajadores. Gracias a los nuevos edificios en los que residen las centrales telefónicas, el 29 de diciembre de 1926, Madrid estrena el novedoso servicio de conmutación automática, servicio que ya en el verano de ese mismo año se había inaugurado en ciudades como Santander, Balaguer y San Sebastián. La compañía anuncia a los abonados como ventaja de la automatización que: "Sus conversaciones ya son secretas", debido a la inexistencia de una operadora en las operaciones de conmutación. Por estas fechas se había completado el soterramiento de las líneas y es, precisamente en este año, cuando se comienza a construir el edificio en el solar adyacente de la nueva Gran Vía (en el tramo finalizado de avenida de Pi y Margall). Los cuadros manuales urbanos quedan inactivos, no obstante algunos como el de Hortaleza se aprovechan para los denominados servicios especiales, como el suburbano, el de reclamaciones, de información, etc. A pesar de la evolución del edificio, se continúan construyendo centrales como la de Delicias que se estrena a finales de 1927. Entre el final de la Primera Guerra Mundial y el crack de 1929 la expansión económica internacional favoreció la extensión del servicio telefónico. Llegando a ser un bien de consumo masivo. A pesar de ello hubo detractores de su edificación como el periodista Eduardo Gallego que alegaba criterios estéticos (debido a su desproporción respecto a otros edificios colindantes) e higiénicos para su demolición.
Cuando el edificio tenía escasos seis años de funcionamiento, estalla la guerra civil española y tras el fracaso del pronunciamiento en Madrid, convierte a la ciudad en uno de los objetivos militares de los sublevados. El avance de las tropas rebeldes a la capital tiene su llegada a finales otoño de 1936, fecha en la que Madrid comienza su defensa y con ello aparecen los primeros los bombardeos aéreos y posteriormente los artilleros desde las baterías colocadas en el cerro Garabitas. El edificio era desde este instante un objetivo por diversas causas, el primero era ser un nudo de comunicaciones que podría emplear el Gobierno de la República con el exterior, era además un edificio alto que podría hacer de mirador (como si fuese una atalaya) ubicado en sitio aventajado y capaz de divisar los avances enemigos, ser, además, un punto de referencia artillero para los asaltantes debido a su inconfundible silueta vista desde lejos. En los asaltos que se harían desde la Casa de Campo hasta llegar a la Ciudad Universitaria dejaban como intención ocupar ciertos lugares vitales de la capital, siendo este edificio uno de ellos en la invasión de la ciudad.
La metropolitana Gran Vía, lugar en la que estaba construido el edificio, era una gran avenida en línea recta hacia el frente madrileño. Entendida como línea de suministro de tropas y materiales al frente. El edificio se vio afectado por más de ciento veinte proyectiles, solo en octubre de 1936, sin que hubiera víctimas, ni colapsos en sus estructuras. Los pisos por encima del octavo habían sido desalojados por seguridad de los trabajadores. Los pisos superiores se empleaban como puestos de observación. El arquitecto Ignacio de Cárdenas acudió al edificio durante este periodo, y tras cada ataque, organizaba de inmediato las labores de mantenimiento y restauración de los daños producidos por los impactos. La fachada más afectada por los intensos bombardeos fue la que ofrecía su cara a la calle de Valverde. El edificio estuvo funcionando, a pesar del embate de la artillería, ofreciendo sus servicios de comunicación a los corresponsales de guerra (que se solían alojar en el "hotel Florida" de la Plaza de Callao). Parte de sus sótanos fueron empleados como refugio antiaéreo. El edificio estuvo completamente operativo debido a que los sistemas de comunicación vitales se encontraban entre los primeros cinco pisos, es decir por debajo de la cota media de los edificios colindantes (que era de ocho). Por lo tanto, de alguna manera estaba protegido por los edificios de alrededor, recibiendo los impactos de proyectiles que afectaban a cotas por debajo del piso séptimo. Dos pisos encima del piso octavo estaban completamente abandonados y en la parte superior se encontraba el puesto de observación antiaéreo. Es por esta razón que, a pesar de los múltiples impactos de proyectiles sobre su fachada, durante el conflicto apenas cesara en sus funciones como central de comunicaciones.

### Periodo de posguerra y declive
Al finalizar la contienda en 1939, exiliado Ignacio de Cárdenas en París no pudo añadirse en los años cincuenta al equipo encargado de la denominada "ampliación" del edificio. Las modificaciones del edificio, así como las transformaciones de su tecnología se finalizaron en 1955 (los croquis estaban firmados por el arquitecto F. del Amo). La ampliación se edificaba en el solar adyacente de la derribada Escuela de Instrucción de la Compañía. Las instalaciones durante el periodo de autarquía fueron utilizadas para espionaje de las llamadas internacionales, que se escuchaban con la escusa de vigilar y detectar las interrupciones del servicio. En la época en que se construyó el edificio de la Telefónica, el espectro de frecuencias radioeléctricas llegaba apenas a la onda corta, los equipos de emisión con estas características necesitan de grandes espacios de terreno y por regla general se encuentran alejadas de núcleos urbanos. A partir de los años cincuenta la comunicación con grandes frecuencias permitió la instalación de antenas y es cuando se instalan grandes antenas en la parte superior del edificio. Estas nuevas tecnología de comunicación hicieron que se adecuaran locales en los cuerpos de menor superficie que rematan el edificio y adosaran estructuras metálicas a las terrazas para permitir la fijación de las parabólicas y antenas de diverso tipo. El 14 de mayo de 1945 el Gobierno Español aprobó la nacionalización de CTNE, y de esta forma el Estado pasó a controlar la Compañía, nombrando nuevo Consejo de Administración presidido por José Navarro-Reverter.
El uso de telefonía móvil desde que se produjo en 1976, con la puesta en servicio del "Teléfono automático en vehículos" (TAV), y las mejoras tecnológicas fueron quitando protagonismo funcional al edificio, mientras que su valor histórico poco a poco iba creciendo. Los viejos sistemas de conmutación fueron quedando obsoletos. Retirados por otros de menor volumen, con mayor capacidad de líneas y menor mantenimiento.

### Actualidad

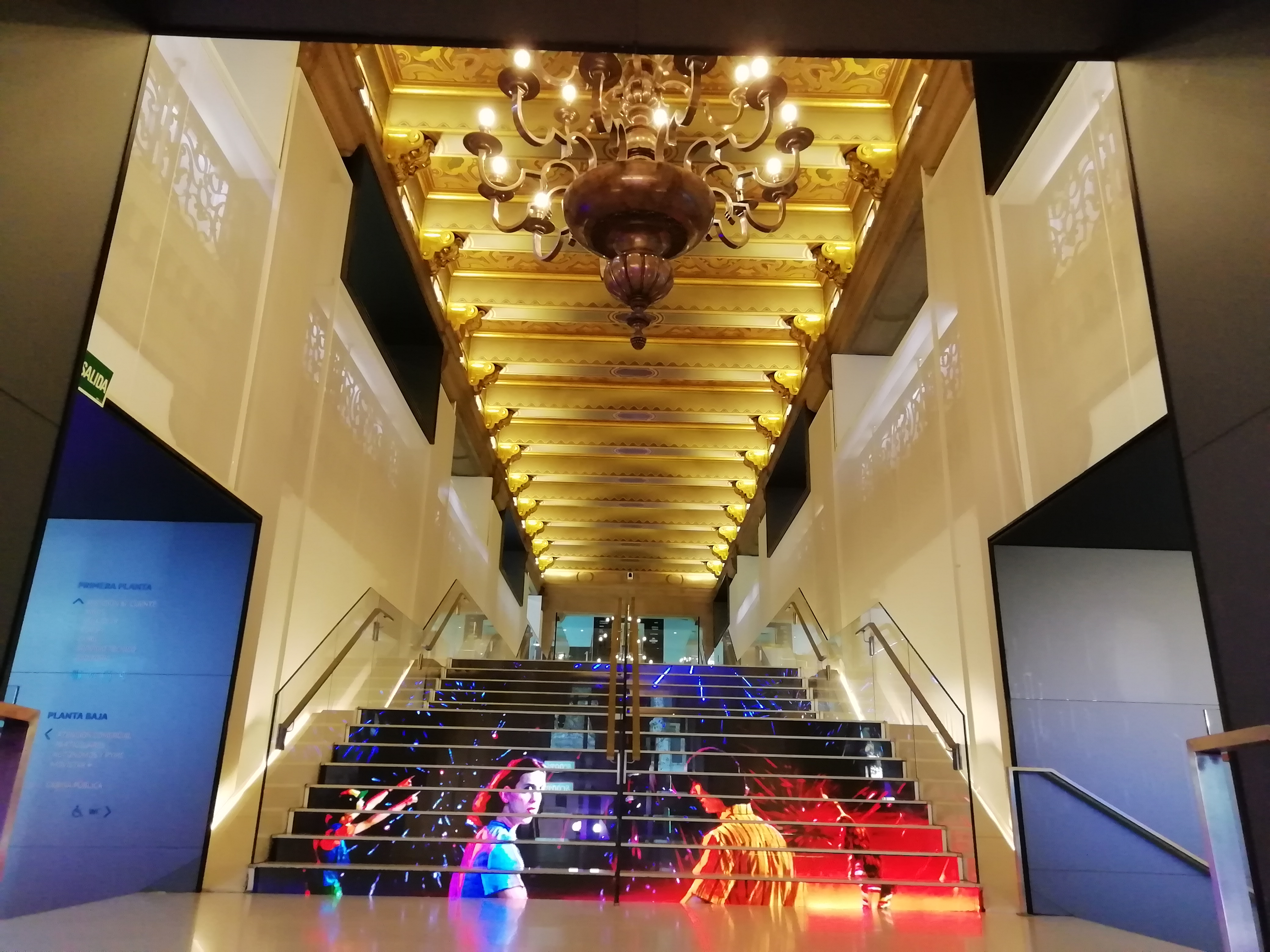
Tienda insignia de Telefónica en el Edificio Telefónica

A comienzos del siglo XXI ocupa el 16.º edificio más alto de Madrid, contando la nueva área de rascacielos CTBA. En la planta quinta continúan funcionando los sistemas de comunicación. En 1992, Juan Carlos I realizó una inauguración de la remodelación del edificio. En esta rehabilitación los pisos del primero al cuarto acomodan un espacio cultural y sede de la Fundación Telefónica. Tras la rehabilitación se contempla que un 46% de su superficie edificada se dedique a usos culturales, se menciona un Museo de Telecomunicaciones. Actualmente, tiene en sus plantas más bajas (plantas baja y primera del edificio) la tienda de cabecera de Telefónica "Telefónica Flagship Store" donde se abre un espacio expositivo en el que se muestra la tecnología de la empresa. En las celebraciones del centenario de la Gran Vía se empleó la fachada del edificio para realizar la proyecciones históricas a gran escala. En la parte superior de la fachada está el escudo de España sin los pilares de Plvs Vltra y las coronas y más arriba un reloj circular que de noche se enciende de color azul (antiguamente era de color rojo). En marzo de 2017 se retiraron las antenas de la azotea, empleando para ello grúas especiales debido a la altura.

## Empleados del edificio
A lo largo de la historia ha habido diversas personas encargadas de las instalaciones, de los servicios y de las operaciones. El acceso de los empleados se realizaba desde la calle Valverde. Cabe esperar que los perfiles hayan cambiado con el tiempo. Inicialmente el colectivo de mayor peso era el de operadoras (al principio eran hombres, pero con el tiempo se convirtió en un trabajo femenino). El total de empleadas contratadas era de casi medio millar inicialmente, llegando a más de mil quinientas en 1997. Estas operadoras trabajaban en la distribución del tráfico "interurbano", así como de atención en los servicios especiales: servicio de reclamaciones y de atención al público. Cabe pensar que los modernos sistemas automáticos quitaron inicialmente puestos de trabajo en el enrutamiento automático de llamadas urbanas. Con esta nueva tecnología se reducía a la mitad el número de operadoras por llamada interurbana. La frase incómoda en su tiempo de: «haga el favor de colgar y se le avisará» se sustituyó por la nueva, más cómoda, de «haga el favor de no retirarse que voy a preparar su conferencia». El incremento en la demanda de abonados fue de tal proporción, que el número de teleoperadoras crecía a pesar de su automatización. El novedoso sistema de reclamaciones (marcando el 02) conectaba a las operadoras con los "despachadores de averías" y estos, a su vez con los técnicos de mantenimiento encargados de reparar en última instancia las posibles averías en las instalaciones.
En muchos casos algunos de los empleados trabajaban fuera del edificio, prestando servicios de reparación y mantenimiento a las líneas. Estos eran los denominados celador-conductor, encargados de recorrer con su modelo cabriolet las líneas observando el estado en inspecciones rutinarias, o buscando un posible fallo comunicado por un despachador de averías. Las máquinas instaladas en el interior del edificio se monitorizaban las 24 horas en tres turnos de "vigilantes" que generalmente eran mecánicos auxiliares, de segunda o de primera.  En el servicio interurbano la mejora en la gestión de las llamadas permitía que solo una operadora gestionara la llamada (antes lo hacían dos).

## Características
Las centrales de telefonía automática se construían en Estados Unidos antes que en Europa. La primera central automática se puso en servicio en La Porte (Estados Unidos), en 1893, y en 1910 son ya 132 localidades las que cuentan con servicio automático del sistema Strowger, con un total de 200.000 abonados Sistema que en 1889 patentara Almon Strowger en Estados Unidos. El empleo de este tipo de maquinaria permite que los requerimientos iniciales de construcción de este tipo de edificios provengan de la experiencia norteamericana previa, de comienzos de los años veinte. En cualquier caso se trata de edificios con segregación clara de funciones en su interior. Las centrales de telefonía requerían, desde el punto de vista de diseño de cargas, que se pudiese soportar el peso de equipos muy pesados. El forjado podría soportar entre los 800 y 1000 kg/m², mientras que el de una oficina es del orden de 250 kg/m³. Sobre los pisos donde se encontraban los conmutadores, se solían disponer los pisos de las salas de operadoras. Se necesitaba igualmente una distribución de sótanos capaz de albergar generadores eléctricos. La altura colosal de los edificios de centrales de telefonía surge de las necesidades técnicas de instalación de equipos en su interior. En estas oficinas principales la existencia de equipos automáticos, operadoras, servicios administrativos y atención al público, supeditaba el tamaño de los mismos.

### Estructurales
El edificio fue pensado inicialmente para que reflejara algunas ideas del barroco madrileño del siglo XVIII. Es por esta razón por la que posee su gran portada neobarroca dando a la fachada principal de la Gran Vía. Se ha criticado mucho la proporción del edificio respecto a la poca distancia que deja la calle para que sea admirado. Tiene 89,30 m de altura, distribuidos en 15 plantas, de techos altos. Tres mil toneladas de hormigón, tres millones de ladrillos, cuatro mil de hierro, y dos mil metros cúbicos de granito fueron necesarios para elevar este edificio de seiscientas sesenta ventanas. La obra de mármol en el interior fue labrada por Emilio Sordellí. El edificio se encuentra situado en un solar de 2.280 metros cuadrados, posee dos sótanos, planta baja y trece pisos más. El solar tiene tres líneas de fachadas que dan a la calle Fuencarral, a la Gran Vía y a la calle Valverde, siendo de las tres fachadas, la de la calle Valverde la de mayor longitud. En los subterráneos del edificio existe una galería de medio kilómetro de longitud que llega hasta la Puerta del Sol. Dicha galería estaba dedicada a la comunicación exclusiva con el edificio de Gobernación (Ministerio del Interior).

### Funcionales
El edificio se diseñó para que tuviera tres partes fundamentales. En la más baja se encontrarían los servicios de atención al público (oficinas de contratos, reclamaciones, cobros y pagos), se accedería desde la puerta principal, se destacó desde los inicios la gran riqueza decorativa. En la segunda parte del edificio, intermedia, se instalan los servicios de conmutación automático, esta zona sería diseñada con gran sobriedad y sencillez. La tercera, más elevada y con mayor luminosidad, se dedicó a alojar las oficinas y servicios administrativos y de facturación a los abonados. Por plantas superiores se tiene la novena que se destina a las oficinas y despachos de la Dirección, la Sala de Consejo. En la planta decimotercera habrá un gran salón para conferencias de carácter cultural, fiestas de empleados, biblioteca (inaugurada el día 8 de abril de 1930 por Pío Baroja) y oficinas de la Asociación de Empleados y Obreros de la compañía. En la azotea, en pabellones aislados, se montarán los motores para ascensores y en la torre (a esta altura), oficinas, estudios. En una planta superior de la torre, habrá un mirador para el público, desde el cual se divisa el panorama de la ciudad.
El edificio se encuentra unido, debido a sus características de central de comunicación urbana, a una red de galerías repletas de cables. Estas galerías comunican, en algunos casos, con otras canalizaciones de servicios de la ciudad. En la planta baja había una central eléctrica capaz de alimentar los relés. En la segunda planta un sistema de baterías era capaz de mantener el edificio en autonomía operativa durante casi tres días. En la cuarta planta se encontraban los equipos de líneas interurbanas (las mesas de prueba interurbana), algunos de ellos compuestos de amplificadores compuestos de válvulas de vacío que permitían operaciones a gran distancia. En muchos casos se trataba de equipos de transmisión en alta frecuencia. En la planta quinta se instaló la nueva central manual interurbana, cuyo equipo reunía los últimos perfeccionamientos conocidos en telefonía manual a larga distancia. Con esta nueva tecnología se reducía a la mitad el número de operadoras por llamada interurbana. Los cuadros de conexión constaban de teclados, en lugar de cableado directo. En la planta quinta y próxima a los cuadros de posiciones de operadoras se encontraba una sala de descanso, con el estilo de los salones de té de la época. El sexto piso era ocupado por el Departamento de Intervención General, que tenía entre sus funciones las de ser responsable de la contabilidad, facturación, intervención de gastos y liquidación de cuentas.

## El edificio en la cultura popular
Ya desde su construcción, y sus primitivas vallas publicitarias, el edificio fue adquiriendo protagonismo en la Gran Vía madrileña. Símbolo de adelanto técnico y vanguardia en los años treinta. A veces unido a la imagen del imperialismo estadounidense en Madrid. Algunos escritores le han dedicado protagonismo, como es el caso de Arturo Barea en su obra de carácter autobiográfico titulada: La forja de un rebelde, en la que refleja el ambiente de la guerra civil en Madrid. De los tres libros de que consta la obra, el tercero titulado: «La llama», describe el edificio de la Telefónica durante estos años. La novela Jerjes conquista el mar de Oscar Esquivias también se ambienta en este edificio.